# Petal Search
Petal Search (en español: Buscador Petal) es un motor de búsqueda propiedad de Huawei. Aunque se inventó hace algunos años, se lanzó oficialmente en mayo de 2019 de manera global. Su público objetivo inicial han sido todos los usuarios de dispositivos móviles marca Huawei, aunque al día de hoy abarca todas las marcas gracias a su posicionamiento como motor web. El objetivo principal del buscador de Petal es buscar contenido en texto e imágenes publicadas en las páginas web, en lugar de otro tipo de datos.
Al igual que otros buscadores por internet cuenta con su propia aplicación móvil y sus características. La apk de Petal está diseñada especialmente para móviles Huawei y fue exclusiva de esa marca, pero en poco tiempo Huawei la colocó a disposición de cualquier teléfono inteligente. Para la versión web cuenta con el dominio petalsearch (enlace roto disponible en Internet Archive; véase el historial, la primera versión y la última)..
Petalsearch.com tiene presencia en 170 países, en más de 75 idiomas, con cerca de 80 millones de usuarios alrededor del mundo. Es un buscador mobile first, es decir su prioridad es indexar contenido y funcionar con mayor eficiencia en teléfonos celulares y tabletas. En menos de 1 año ha logrado captar cerca de 30 millones de usuarios en Latinoamérica, cifra que supera el número de usuarios en otras regiones según los datos públicos de la compañía. Esto significa que Petal Search se ha vuelto preferido de usuarios tanto de habla hispana y portuguesa, principalmente en México, Colombia, Chile y Perú.
Funcionalmente, cuenta con opciones muy parecidas a otros buscadores norteamericanos, con la diferencia de dar mayor preferencia al contenido nativo de cada país. Su algoritmo de reciente creación está en fase de optimización constante. Su desempeño básico se basa en las mismas reglas de SEO empleadas por google, bing, yahoo, ecosia, duckduckgo, por lo que no es necesario hacer un esfuerzo técnico adicional para estar alineados.
Globalmente es reconocida por sus funcionalidades orientadas a shopping por su buscador de imágenes basado en machine learning y por el alto estilo transaccional que muestran los usuarios huawei, en comparación a otros sistemas. También se reconoce Petal Search Nearby por ofrecer una amplia cartera de negocios locales en cada país, gracias a las fuertes alianzas establecidas con comercios de prestigio y también con negocios pequeños de alto impacto y valor agregado para los usuarios locales (mercados, puestos callejeros, emprendimientos familiares, servicios de taxis locales, productores agrícolas, artesanos, etc.).
Cuenta con certificaciones de seguridad de información emitidas por la European Privacy Seal for GDPR, así como las certificaciones tanto del software y hardware, por ejemplo: CSA STAR, EuroPriSe, ISO/IEC 27001, ISO/IEC 27018, ISO/IEC 27701, PCI DSS, ePrivacyseal, EAL4+information security certification for IT products, CC EAL2+, CC EAL5+, The FIDO Alliance, entre otros más, lo que la hace altamente confiable respecto a la gestión y uso de datos privados.
Esta plataforma de búsqueda fue creada debido a las sanciones de Estados Unidos a Huawei y perdieron el acceso a los servicios móviles de Google en mayo de 2019 y desde ahí en adelante la compañía no pudo usar los servicios de Google en sus nuevos teléfonos.
Debido a esas mismas sanciones Huawei se quedó sin un asistente virtual y para ello creó uno propio (Celia) y su propia tienda de aplicaciones AppGallery. Todos estos servicios forman parte del paquete en el ecosistema Huawei Mobile Services (HMS): Servicios de Huawei para móviles.